# Mapo-gu
Mapo-gu är ett av de 25 stadsdistrikten (gu) i Sydkoreas huvudstad Seoul. Mapo ligger nordväst om Hanfloden. Flera universitet och statliga byggnader ligger där. Mapos mest kända område är Hongdae som sträcker sig mellan Seogyo-dong och Hapjeong-dong. Seoul World Cup Stadium, ett känt landmärke i Seoul, ligger i Sangam-dong i nordvästra Mapo. Angränsande distrikt inkluderar Yongsan-gu, Jung-gu, Seodaemun-gu och Eunpyeong-gu samt staden Goyang.

## Administrativ indelning
Mapo-gu består av 16 stadsdelar (dong):

- Gongdeok-dong (공덕동; 孔德洞)
- Ahyeon-dong (아현동; 阿峴洞)
- Dohwa-dong (도화동; 桃花洞)
- Daeheung-dong (대흥동; 大興洞)
- Yonggang-dong (용강동; 龍江洞)
- Hapjeong-dong (합정동; 合井洞)
- Seogyo-dong (서교동; 西橋洞)
- Seogang-dong (서강동; 西江洞)
- Sinsu-dong (신수동; 新水洞)
- Yeomni-dong (염리동; 鹽里洞)
- Yeonnam-dong (연남동; 延南洞)
- Mangwon 1-dong (망원1동; 望遠1洞)
- Mangwon 2-dong (망원2동; 望遠2洞)
- Seongsan 1-dong (성산1동; 城山1洞)
- Seongsan 2-dong (성산2동; 城山2洞)
- Sangam-dong (상암동; 上岩洞)